# Klasa monotoniczna
Klasa monotoniczna – rodzina zbiorów zamkniętych ze względu na granice ciągów monotonicznych badana przede wszystkim w teorii mnogości i teorii miary.

## Definicja
Niepustą rodzinę zbiorów {\displaystyle {\mathfrak {M}}} nazywa się klasą monotoniczną, jeśli wraz z każdym ciągiem monotonicznym {\displaystyle (A_{n})_{n\in \mathbb {N} }} zbiorów rodziny {\displaystyle {\mathfrak {M}}} należy do niej również granica {\displaystyle \lim A_{n}} tego ciągu; w szczególności:
- jeśli ciąg {\displaystyle (A_{n})_{n\in \mathbb {N} }} jest nierosnący, tzn. {\displaystyle A_{n}\supseteq A_{n+1},} to
{\displaystyle \lim A_{n}=\bigcap _{n}A_{n}\in {\mathfrak {M}}}

oraz
- jeśli ciąg {\displaystyle (A_{n})_{n\in \mathbb {N} }} jest niemalejący, tzn. {\displaystyle A_{n}\subseteq A_{n+1}} to
{\displaystyle \lim A_{n}=\bigcup _{n}A_{n}\in {\mathfrak {M}}.}

Najmniejszą klasę monotoniczną zawierającą rodzinę zbiorów {\displaystyle {\mathfrak {A}}} oznacza się {\displaystyle \mathrm {M} ({\mathfrak {A}})} nazywa się klasą monotoniczną generowaną przez tę rodzinę,
{\displaystyle \mathrm {M} ({\mathfrak {A}})=\bigcap {\big \{}{\mathfrak {M}}\subseteq {\mathcal {P}}(X)\colon {\mathfrak {A}}\subset {\mathfrak {M}},} {\displaystyle {\mathfrak {M}}} jest klasą monotoniczną podzbiorów zbioru {\displaystyle X{\big \}},}
gdzie {\displaystyle {\mathcal {P}}(X)} oznacza zbiór potęgowy {\displaystyle X.}

## Właściwości
- Każde σ-ciało zbiorów jest klasą monotoniczną.
- Jeśli ciało zbiorów jest klasą monotoniczną, to jest także σ-ciałem.
- Jeśli {\displaystyle {\mathfrak {A}}} jest ciałem zbiorów, to {\displaystyle \sigma ({\mathfrak {A}})=\mathrm {M} ({\mathfrak {A}}),} gdzie {\displaystyle \sigma ({\mathfrak {A}})} i {\displaystyle \mathrm {M} ({\mathfrak {A}})} oznaczają odpowiednio σ-ciało zbiorów i klasę monotoniczną generowane przez rodzinę {\displaystyle {\mathfrak {A}}.}